# U23-Weltmeisterschaften im Rudern
Die U23-Weltmeisterschaften im Rudern (englisch World Rowing Under 23 Championships) sind seit dem Jahr 2005 jährlich vom Weltruderverband ausgetragene Weltmeisterschaften der U23-Altersklasse im Rudersport. Zuvor existierten als Vorläufer bereits die Veranstaltungen Match des Seniors (1976–1991), Nations Cup (1992–2000) und U23-Weltregatta (englisch World Rowing Under 23 Regatta, 2001–2004), die zwar keinen offiziellen Weltmeisterschaftscharakter hatten, de facto aber den Rang einer solchen besaßen.

## Beschreibung
Die U23-Altersklasse (Senioren B) ist im Rudersport die einzige Nachwuchsklasse im Erwachsenenbereich. Startberechtigt sind Sportler, die im laufenden Kalenderjahr das 23. Lebensjahr noch nicht vollenden. Nach dem altersbedingten Verlassen des Juniorenbereiches (U19) können Nachwuchsathleten in diesem System über vier Saisons um den Anschluss an die Weltspitze kämpfen. Gleichzeitig sind sie im Rudersport aber schon uneingeschränkt für die offene Altersklasse (Senioren A) startberechtigt, so dass sie häufig in beiden Klassen innerhalb eines Jahres starten. Ein Start in der offenen Altersklasse, etwa bei den Ruder-Weltmeisterschaften oder der olympischen Ruderregatta, hat keinen Einfluss auf den Erhalt der Startberechtigung in der U23-Altersklasse.
Die Ruderregatta der U23-Weltmeisterschaften wird typischerweise meist im Juli, gelegentlich auch im August ausgetragen und läuft etwa fünf Tage bis eine Woche lang. Als Wettkampfstätten kommen Regattastrecken der Kategorie A vom Weltruderverband in Betracht, auf denen 6 bis 8 Bahnen mit Albano-System und eine Startanlage zur Verfügung stehen. Die Wettkampfdistanz beträgt in allen Läufen 2000 Meter ohne Kurven, in jedem Wertungslauf können maximal sechs Boote gleichzeitig starten. Wenn – wie üblich – mehr als sechs Meldungen je Wettbewerbsklasse eingehen, wird im Rahmen der Regatta über Vor- und Hoffnungsläufe sowie ggf. Halbfinals eine Qualifikation für die sechs Endlaufstartplätze durchgeführt.
Für die U23-Weltmeisterschaften können alle nationalen Mitgliedsverbände des Weltruderverbandes jeweils eine Mannschaft je ausgetragener Bootsklasse melden. Alle Mannschaftsmitglieder müssen die Staatsangehörigkeit des meldenden Verbandes besitzen. Typischerweise ist eine nationale Qualifikation mit einem Selektionsprozess oder einem Ausscheidungswettkampf wie etwa nationalen U23-Jahrgangsmeisterschaften notwendig für die Auswahl der Mannschaften. Für die U23-Weltmeisterschaften gemeldete Ruderer dürfen bei dieser Veranstaltung grundsätzlich in mehr als einer Bootsklasse eingesetzt werden, wenngleich das ein eher unübliches Verfahren ist.
Das Regelwerk der Regatta wird von den Rules of Racing des Weltruderverbandes festgesetzt. Die Titelgewinner dürfen sich World Rowing Under 23 Champions (übersetzt etwa U23-Ruder-Weltmeister) nennen.
Die Auswahl der Bootsklassen wurde historisch gelegentlich verändert. Im Programm sind aktuell (2018) Wettbewerbe für Frauen und Männer, jeweils in der offenen Gewichtsklasse und der Leichtgewichtsklasse. Abgesehen vom Fehlen der Wettkampfklassen für Pararuderer ähnelt die Auswahl der Bootsklassen bei den U23-Weltmeisterschaften dem der Titelkämpfe der offenen Altersklasse:
| Bootsklasse            | Kürzel | Männer                      | Männer (LG)                 | Frauen                      | Frauen (LG)                 |
| ---------------------- | ------ | --------------------------- | --------------------------- | --------------------------- | --------------------------- |
| Einer                  | 1x     | Grünes Häkchensymbol für ja | Grünes Häkchensymbol für ja | Grünes Häkchensymbol für ja | Grünes Häkchensymbol für ja |
| Doppelzweier           | 2x     | Grünes Häkchensymbol für ja | Grünes Häkchensymbol für ja | Grünes Häkchensymbol für ja | Grünes Häkchensymbol für ja |
| Doppelvierer           | 4x     | Grünes Häkchensymbol für ja | Grünes Häkchensymbol für ja | Grünes Häkchensymbol für ja | Grünes Häkchensymbol für ja |
| Zweier ohne Steuermann | 2-     | Grünes Häkchensymbol für ja | Grünes Häkchensymbol für ja | Grünes Häkchensymbol für ja | Grünes Häkchensymbol für ja |
| Vierer ohne Steuermann | 4-     | Grünes Häkchensymbol für ja | –                           | Grünes Häkchensymbol für ja | –                           |
| Vierer mit Steuermann  | 4+     | Grünes Häkchensymbol für ja | –                           | Grünes Häkchensymbol für ja | –                           |
| Achter                 | 8+     | Grünes Häkchensymbol für ja | –                           | Grünes Häkchensymbol für ja | –                           |

## Geschichte
Das Regattaformat der U23-Weltmeisterschaften wurde in mehreren Evolutionsschritten aus einer Vorgängerveranstaltung heraus konzipiert, die Match des Quatre Nations (Vier-Länder-Wettkampf) genannt wurde und nachweisbar bereits kurz nach dem Zweiten Weltkrieg gerudert wurde. Bei ihr traten männliche Ruderer aus der Schweiz, Frankreich, Belgien und Italien in regelmäßigen Länderwettbewerben gegeneinander an. Am 20. Juli 1975 trafen sich Vertreter dieser vier Verbände und zweier weiterer Nationen in Italien, um über die Einführung eines internationalen Wettbewerbes für Athleten der „zweiten Reihe“ zu beratschlagen. Diese sollten sich unter Gleichen messen und Erfahrungen sammeln. Als Name für die neue Veranstaltung wurden zunächst auch Match des Cinq Nations (Fünf-Länder-Wettkampf) und Match des Six Nations (Sechs-Länder-Wettkampf) im Gespräch. Da sich zunehmend weitere Nationen an einer Beteiligung interessierten, fiel die Wahl des Namens auf Match des Seniors. Einen wesentlichen Einfluss bei der Konzipierung des Match des Seniors hatte der Präsident des italienischen Ruderverbandes Federazione Italiana Canottaggio Paolo d’Aloja (1931–1984), der die Veranstaltung trotz anfänglichen Widerstandes seitens des Weltruderverbandes zum Erfolg machte.
In den 1960er- und 1970er-Jahren wurden weitere wichtige Weichenstellungen im internationalen Rudersport vorgenommen. Die Ruder-Weltmeisterschaften waren zunächst ab 1962 im vierjährigen Rhythmus installiert worden, da bei den Ruder-Europameisterschaften unterdessen Teilnehmer aus Übersee selbstverständlich geworden waren. Ab 1974 ersetzten Weltmeisterschaften im jährlichen Rhythmus die Europameisterschaften für mehr als 30 Jahre vollständig. Eine weitere Neuerung war die Einführung des Frauenruderns bei der olympischen Ruderregatta ab 1976 und die Berücksichtigung von Leichtgewichtswettbewerben auf internationaler Ebene. Die Weltmeisterschaften der Junioren wurden 1967 installiert und sind damit ebenfalls ein Produkt jener Zeit.
Das Match des Seniors startete 1976 mit Wettbewerbsklassen für Männer und Frauen der offenen Gewichtsklasse. Ab 1984 folgten zusätzlich Klassen für das gewichtsbeschränkte Leichtgewichtsrudern, das damals im Aufwind befindlich war und auch bei den offenen Weltmeisterschaften aufgewertet wurde. Mit weiteren Änderungen wuchs die Zahl der Wettbewerbe bis 2015 auf 21, davon sieben für Männer, fünf für Leichtgewichts-Männer, sechs für Frauen und drei für Leichtgewichts-Frauen. Die Teilnehmerzahl belief sich 2015 auf über 800 Athleten aus 51 Nationen. Der stärkste teilnehmende Verband wird durch eine Punktewertung ermittelt und seit 1984 mit dem „Paolo d’Aloja Cup“ geehrt.
Die Organisation der Veranstaltung lag in den ersten vier Jahren bis 1979 in den Händen eines ehrenamtlichen Generalsekretärs, danach war bis 2003 eine internationale Kommission verantwortlich. Der Weltruderverband übernahm die Regatta, die längst zu De-facto-Weltmeisterschaften geworden waren, im Jahr 2004 und verlieh ihr im Folgejahr den Status einer offiziellen Weltmeisterschaft. Ab 2017 folgen zusätzlich U23-Europameisterschaften im Rudern.

## Austragungen
Von 1976 bis 2018 fanden alle Austragungen der Veranstaltung in Europa statt. Für 2019 sind die Titelkämpfe erstmals an nichteuropäische Ausrichter vergeben.
| Jahr                    | Stadt                    | Land                                | Gewässer                             |
| Match des Seniors       | Match des Seniors        | Match des Seniors                   | Match des Seniors                    |
| ----------------------- | ------------------------ | ----------------------------------- | ------------------------------------ |
| 1976                    | Mâcon                    | Frankreich                          | Saône                                |
| 1977                    | Tours                    | Frankreich                          | Cher                                 |
| 1978                    | Willebroek (Mechelen)    | Belgien                             | Hazewinkel                           |
| 1979                    | Örkelljunga              | Schweden                            | Hjälmsjön                            |
| 1980                    | Terni                    | Italien                             | Lago di Piediluco                    |
| 1981                    | Essen                    | Deutschland                         | Baldeneysee                          |
| 1982                    | Wien                     | Österreich                          | Neue Donau                           |
| 1983                    | Candia Canavese (Turin)  | Italien                             | Candiasee                            |
| 1984                    | Kopenhagen               | Dänemark                            | Bagsværd-See                         |
| 1985                    | Banyoles                 | Spanien                             | Estany de Banyoles                   |
| 1986                    | Hamburg                  | Deutschland                         | Wassersportzentrum Hamburg-Allermöhe |
| 1987                    | Allèves                  | Frankreich                          | Lac d’Aiguebelette                   |
| 1988                    | Willebroek (Mechelen)    | Belgien                             | Hazewinkel                           |
| 1989                    | Amsterdam                | Niederlande                         | Bosbaan                              |
| 1990                    | Ottensheim (Linz)        | Österreich                          | Donau-Nebenarm                       |
| 1991                    | Naro (Sizilien)          | Italien                             | Lago San Giovanni                    |
| Nations Cup             |                          |                                     |                                      |
| 1992                    | Motherwell (Glasgow)     | Vereinigtes Königreich (Schottland) | Strathclyde Country Park             |
| 1993                    | Ioannina                 | Griechenland                        | Pamvotida-See                        |
| 1994                    | Paris                    | Frankreich                          | Stade nautique de Vaires-sur-Marne   |
| 1995                    | Groningen                | Niederlande                         | KPN Watersportbaan                   |
| 1996                    | Willebroek (Mechelen)    | Belgien                             | Hazewinkel                           |
| 1997                    | Mailand                  | Italien                             | Idroscalo                            |
| 1998                    | Ioannina                 | Griechenland                        | Pamvotida-See                        |
| 1999                    | Hamburg                  | Deutschland                         | Wassersportzentrum Hamburg-Allermöhe |
| 2000                    | Kopenhagen               | Dänemark                            | Bagsværd-See                         |
| U23-Weltregatta         |                          |                                     |                                      |
| 2001                    | Ottensheim (Linz)        | Österreich                          | Donau-Nebenarm                       |
| 2002                    | Genua                    | Italien                             | Mittelmeer-Hafen                     |
| 2003                    | Belgrad                  | Serbien und Montenegro              | Save                                 |
| 2004                    | Posen                    | Polen                               | Maltasee                             |
| U23-Weltmeisterschaften |                          |                                     |                                      |
| 2005                    | Amsterdam                | Niederlande                         | Bosbaan                              |
| 2006                    | Willebroek (Mechelen)    | Belgien                             | Hazewinkel                           |
| 2007                    | Motherwell (Glasgow)     | Vereinigtes Königreich (Schottland) | Strathclyde Country Park             |
| 2008                    | Brandenburg an der Havel | Deutschland                         | Regattastrecke Beetzsee              |
| 2009                    | Račice u Štětí           | Tschechien                          | Ruderkanal Račice                    |
| 2010                    | Brest                    | Belarus                             | Ruderkanal Brest                     |
| 2011                    | Amsterdam                | Niederlande                         | Bosbaan                              |
| 2012                    | Trakai                   | Litauen                             | Galvesee                             |
| 2013                    | Ottensheim (Linz)        | Österreich                          | Donau-Nebenarm                       |
| 2014                    | Varese                   | Italien                             | Lago di Varese                       |
| 2015                    | Plowdiw                  | Bulgarien                           | Ruderkanal Plowdiw                   |
| 2016                    | Rotterdam                | Niederlande                         | Willem-Alexander Baan                |
| 2017                    | Plowdiw                  | Bulgarien                           | Ruderkanal Plowdiw                   |
| 2018                    | Posen                    | Polen                               | Maltasee                             |
| 2019                    | Sarasota                 | Vereinigte Staaten                  | Nathan Benderson Park                |
| 2020                    | Bled                     | Slowenien                           | Bleder See                           |
| 2021                    | Račice u Štětí           | Tschechien                          | Ruderkanal Račice                    |
| 2022                    | Varese                   | Italien                             | Lago di Varese                       |
| 2023                    | Plowdiw                  | Bulgarien                           | Ruderkanal Plowdiw                   |
| 2024                    | St. Catharines           | Kanada                              | Royal Canadian Henley Rowing Course  |
| 2025                    | Posen                    | Polen                               | Maltasee                             |
| 2026                    | Duisburg                 | Deutschland                         | Regattabahn Duisburg                 |